# Olyphia
Olyphia is een amateurvoetbalvereniging uit Noordwolde, Friesland, Nederland, opgericht op 25 mei 1928 en was tot 1931 bekend als Olymphia.

## Standaardelftal
Het standaardelftal komt in het seizoen 2024/25 uit in de Derde klasse zondag van het KNVB-district Noord.
Olyphia beschikt in het seizoen 2024-2025 nog slechts over drie senioren herenelftallen. De vereniging beschikt niet meer over jeugdteams.Deze zijn opgegaan in SJO Vidosa (Vier Dorpen Samen). Een samenwerkende jeugdorganisatie. Hierin werken vv Zandhuizen, vv Oosterstreek , vv Sport Vereent en sv Olyphia met de jeugd samen. Voorheen beschikte Olyphia over zes seniorenelftallen (5 herenteams en 1 vrouwenelftal) en maar liefst 14 jeugdteams.

### Competitieresultaten 1935–2024
| 4 3A |

| 9 3A |

| 2 3A |

| 8 3A |

| 10 3A |

| 1 E |

| 1 3A |

| 3 3C |

|  |

|  |

|  |

| 1 3C |

| 3 3B |

| 5 3B |

| 8 3B |

| 5 3B |

| 7 3B |

| 2 3B |

| 5 3A |

| 3 3A |

| 2 3A |

| 1 3A |

| 9 3A |

| 5 3A |

| 1 3A |

| 12 2A |

| 6 3A |

| 12 3A |

| 2 4B |

| 1 4B |

| 4 3A |

| 9 3A |

| 11 3A |

| 2 4B |

| 1 4B |

| 10 3A |

| 12 3C |

| 10 4B |

| 7 4B |

| 4 4B |

| 3 4B |

| 3 4B |

| 1 4B |

| 6 3A |

| 7 3A |

| 6 3B |

| 8 3B |

| 3 3B |

| 2 3A |

| 2 3B |

| 2 3B |

| 1 3B |

| 10 2B |

| 6 3B |

| 8 3B |

| 11 3A |

| 9 4B |

| 2 4B |

| 8 4B |

| 11 4B |

| 9 4B |

| 10 4B |

| 12 4G |

| 9 5A |

| 11 5B |

| 6 6B |

| 1 6B |

| 7 5B |

| 5 5B |

| 6 5B |

| 1 5B |

| 1 4C |

| 7 3D |

| 6 3B |

| 4 3B |

| 5 3B |

| 12 2K |

| 1 3B |

| 8 2K |

| 9 2K |

| 11 2K |

| 11 2K |

| 3 2K |

| 11 2L |

| 14 2K |

| - 3D |

| - 3D |

| 11 3D |

| 1 4A |

| 5 3A |

| Tweede klasse | Derde klasse | Vierde klasse | Vijfde klasse | Zesde klasse | Noodcompetitie |

In elke staaf van de grafiek staat van boven naar beneden vermeld: 
- Eindnotering

Dit is de positie die de club heeft bereikt in de competitie, zonder eventuele beslissings-, play-off- of nacompetitiewedstrijden die nodig zijn geweest om bijvoorbeeld de kampioen van de competitie te bepalen.
Indien een * achter het getal staat is de notering een tussenstand en kan het zijn dat de notering niet overeenkomt met de uiteindelijke eindstand van de competitie.
Staat er een - dan is het seizoen nog bezig en is er geen definitieve uitslag bekend.
Staat er xx op de positie van de notering, dan heeft de club vroegtijdig de competitie verlaten. Dit kan onder andere komen door terugtrekking van het team, faillissement van de club of door een uitgedeelde straf van de KNVB. In veel gevallen staat elders in het artikel de reden vermeld.
Staat er een ? dan is het resultaat uit het verleden onbekend, en is alleen de competitie of het niveau bekend van dat seizoen.
In de seizoenen 2019/20 en 2020/21 werd wegens de coronacrisis het amateurvoetbal afgebroken. Daardoor kennen deze staven geen eindklassering (middels -- weergegeven).
- Competitieniveau en afdelingsletter of Officiële eindstand Eredivisie
  - Competitieniveau en afdelingsletter

Hierbij geeft het getal het niveau weer, dat ook terug te vinden is in de legenda. De letter is de afdelingsaanduiding en wordt gebruikt wanneer er meer afdelingen zijn op hetzelfde niveau. De afdelingsletter is altijd een hoofdletter en wordt meestal zonder nummer gebruikt.
Voorbeeld: 2F is niveau 2e klasse competitie F.
Het competitieniveau en nummer wordt niet vermeld wanneer er slechts één competitie van dit niveau was.
  - Officiële eindstand Eredivisie (getal staat tussen haakjes vermeld)

Sinds de introductie van play-offwedstrijden voor Europees voetbal na afloop van de reguliere competitie in 2005/06, is de KNVB verplicht een eindstand van de Eredivisie door te geven aan de UEFA aan de hand van deze play-offwedstrijden.
Bij deze eindstand staan clubs die zich hebben gekwalificeerd voor Europees voetbal hoger dan clubs die zich niet wisten te kwalificeren. Indien er geen verschil was tussen de eindnotering en de officiële eindstand, staat dit getal niet vermeld.

- Onderafdeling

Hier staat afgekort de naam van de onderafdeling indien de club in dat jaar in een onderafdeling uitkwam. Tevens staat deze afkorting in de legenda en wordt gelinkt naar het artikel over deze onderafdeling. Deze afkorting wordt alleen vermeld wanneer de club in het verleden in verschillende onderafdelingen heeft gespeeld. Deze vermelding is in de staaf altijd in kleine letters. Deze onderafdelingen zijn na het seizoen 1995/96 afgeschaft. Heeft de club in slechts één onderafdeling gespeeld, dan is dit alleen terug te vinden in de legenda.
Onder de staaf staat het jaartal vermeld waarin het seizoen is afgesloten. 15 verwijst naar het seizoen 2014/15 of eventueel het seizoen 1914/15.
Wanneer een staaf leeg is, zijn deze gegevens niet bekend. Het kan ook zijn dat de club dat seizoen niet heeft meegespeeld op het hogere amateurniveau, vroegtijdig de competitie heeft verlaten of uit de competitie is gezet.

In het seizoen 1944/45 was er wegens de Tweede Wereldoorlog geen regulier competitievoetbal.

### Trainers
- 1934-1936 : R. de Groot
- 1948-1949 : C. Hartsuiker
- 1952-1953 : Hennie Stelwagen
- 1956-1958 : Jan Meppeling
- 1958-1960 : Jan Dekker (promotie naar 2e klasse in 1959; degradatie naar 3e klasse in 1960)
- 1960-1962 : dhr. Spraakman (degradatie naar 4e klasse in 1962)
- 1962-1966 : C. Hartsuiker (promotie naar 3e klasse in 1964)
- 1966-1969 : Jan Winkel (degradatie naar 4e klasse in 1967, promotie naar 3e klasse in 1969)
- 1969-1972 : G. Adriaansen (degradatie naar 4e klasse in 1971)
- 1972-1974 : Koene Koopman (verliezend bekerfinalist in 1973)
- 1974-1975 : Koene Koopman (vervangen door Wim Plekkenpol)
- 1975-1976 : Wim Plekkenpol
- 1976-1980 : Jan Vrind (promotie naar 3e klasse in 1977)
- 1980-1982 : Wim Plekkenpol
- 1982-1985 : Hille Boonstra
- 1985-1987 : Jan Brassien (promotie naar 2e klasse in 1986, degradatie naar 3e klasse in 1987)
- 1987-1989 : Martin Kamstra
- 1989-1990 : Jan Vrind (degradatie naar 4e klasse in 1990)
- 1990-1991 : Jan Vrind (vervangen door Hennie Boers en later Arie Flobbe)
- 1991-1993 : Arie Flobbe
- 1993-1994 : Tjitte de Boer (vervangen door Hennie Boers en Klaas Betten)
- 1994-1996 : Guido Pen
- 1996-1998 : Marinus van Gorkum (degradatie naar 5e klasse in 1997)
- 1998-2000 : Richard Eijer (functie tijdens het seizoen 1998-1999 enige tijd waargenomen door Johnny Jansen; degradatie naar 6e klasse in 1999)
- 2000-2004 : Jan (Broer) Nieuwland (promotie naar 5e klasse in 2001)
- 2004-2006 : André Bloemhoff (trainer/speler) (promotie naar 4e klasse in 2005, promotie naar 3e klasse in 2006)
- 2006-2008 : Wim Plekkenpol
- 2008-2011 : André Bloemhoff (promotie naar 2e klasse in 2010, degradatie naar 3e klasse in 2011)
- 2011-2014 : Allard van der Meer (promotie naar 2e klasse in 2012)
- 2014-2014 : Peter Everts en Ronny Venema (t/m 7 november 2014, daarna t/m 30 november Ronny Venema a.i.)
- 2014-2015 : Jan Vrind (vanaf 1 december 2014 met Ronny Venema als assistent)
- 2015-2017 : Chris de Wagt, met Venema als assistent
- 2017-2018 : Jannes de Lange
- 2018-2019 : Sido Postma (degradatie uit 2e klasse in 2019)
- 2019-2022 : Peter Pot (degradatie uit 3e klasse in 2022)
- 2022-2024: Frans á Nijeholt (promotie naar 3e klasse in 2023)
- 2024-2025: Jannes de Lange
- Vanaf 2025/2026: André Bloemhoff en Jonno van Dijk

VV De Blesse · VV Oldeholtpade · Olyphia · VV Oosterstreek · VV Trinitas · VWC · FC Wolvega · VV Zandhuizen

Voormalig: VV Boyl